# Schmalschwanz-Smaragdkolibri
Der Schmalschwanz-Smaragdkolibri (Chlorostilbon stenurus, Syn.: Chlorostilbon stenura) oder Schmalschwanzkolibri ist eine Vogelart aus der Familie der Kolibris (Trochilidae), die in Ecuador, Kolumbien und Venezuela verbreitet ist. Der Bestand wird von der IUCN als „nicht gefährdet“ (least concern) eingeschätzt.

## Merkmale
Der männliche Schmalschwanz-Smaragdkolibri erreicht eine Körperlänge von etwa 8,5 bis 9 cm, der weibliche von etwa 7,5 bis 8 cm bei einem Gewicht 3,2 bis 3,6 g. Das Männchen hat einen kurzen geraden schwarzen Schnabel. Der vordere Oberkopf und der Oberkopf schimmern grün. Die Oberseite inklusive der Oberschwanzdecken schillert grasgrün, die Unterseite und die Flanken grün. Der gegabelte Schwanz ist dunkel grün, die äußeren zwei Steuerfedern sind Stilett gleich schmal, die restlichen normal geformt. Beim Weibchen ist der Schnabel leicht gebogen. Der Überaugenstreif, der in den Augenstreif übergeht ist weiß. Kleine braune Borsten finden sich an der Basis des Schnabels. Der Oberkopf ist matt grün mit etwas bronzefarbener Tönung. Der Rest der Oberseite und die Oberschwanzdecken sind dunkel grün. Das Kinn ist braun, die Unterseite hell weiß, wobei die Kehle heller als der Bauch ist. Der Schwanz ist nur etwas gegabelt. Das Grau an der Basis der äußeren zwei Steuerfedern geht ins Dunkelblau über mit einer V-förmigen weißen Spitze. Die innen liegenden Steuerfedern sind an der Basis metallisch grün, gehen ins bräunliche über und habe dünne weiße V-förmige Spitzen. Die zentralen Steuerfedern sind metallisch blaugrün. Immature Jungtiere ähneln den erwachsenen Weibchen.

## Verhalten und Ernährung
Der Schmalschwanz-Smaragdkolibri bezieht seinen Nektar von verstreuten Blüten mit horizontalen oder nach oben stehenden Kronen. Zu den Pflanzenfamilien, die er anfliegt gehören Heidekrautgewächse, Gesneriengewächse, Rötegewächse, Helikonien oder die Gattung Inga. Als Trapliner fliegt er regelmäßig in rascher Folge ganz bestimmte verstreute Blüten an. Insekten jagt er im Flug. Das Futter holt er sich in den unteren bis mittleren Straten in Höhen um 0,6 bis 4 Meter über dem Boden.

## Brut
Die Brutsaison des Schmalschwanz-Smaragdkolibris ist von September bis November. Das Nest ist ein kleines kelchförmiges Gebilde, das aus Moos gebaut wird und an der Außenseite mit Farnen  verkleidet wird. Dieses wird im Gestrüpp oder den unteren Bereichen der Bäume in ein bis zwei Meter über dem Boden angebracht. Ein Gelege besteht aus zwei Eiern. Die Brutzeit dauert zwischen 15 und 16 Tagen und die Eier werden ausschließlich vom Weibchen bebrütet. Die Küken sind dunkel grau mit zwei dunklen Rückenstreifen. Mit ca. 20 Tagen werden die Nestlinge flügge. Die erste Brut erfolgt im zweiten Lebensjahr des Schmalschwanz-Smaragdkolibris.

## Verbreitung und Lebensraum

Verbreitungsgebiet des Schmalschwanz-Smaragdkolibris

Der Schmalschwanz-Smaragdkolibri bevorzugt feuchte Wälder, tiefes Gestrüpp und Sekundärvegetation in Höhenlagen von 1000 bis 3000 Metern.

## Migration
Der Schmalschwanz-Smaragdkolibri gilt als Standvogel, der als Strichvogel gelegentlich lokal zwischen den Höhenlagen wandert.

## Unterarten
Es sind zwei Unterarten bekannt:
- Chlorostilbon stenurus stenurus (Cabanis & Heine, 1860)[4] kommt im Nordosten Kolumbiens, in Trujillo, Mérida, Táchira im Nordwesten Venezuelas und dem Nordosten Ecuadors vor.
- Chlorostilbon stenurus ignotus Todd, 1942[5] ist in den Bergen an der Küste bis Lara im Nordwesten Venezuelas verbreitet. Die Unterart ist etwas kleiner als die Nominatform. Die Unterseite wirkt eher gelblichgrün. Der Schwanz wirkt stumpfer dunkel grün.[2]

## Etymologie und Forschungsgeschichte
Die Erstbeschreibung des Schmalschwanz-Smaragdkolibris erfolgte 1860 durch Jean Louis Cabanis und Ferdinand Heine junior unter dem wissenschaftlichen Namen  Panychlora stenura. Das Typusexemplar stammte aus dem Bundesstaat Mérida in Venezuela. Es war John Gould, der in der Lieferung 5 seiner Kolibritafeln 1853 die neue Gattung Chlorostilbon für den Blauschwanz-Smaragdkolibri (Chlorostilbon mellisugus) (Linnaeus, 1758) (Syn: Chlorostilbon prasina) einführte. Dieser Name setzt sich aus den griechischen Worten »chlōros χλωρός« für »grün« und »stilbōn στίλβων« für »scheinend« zusammen. Die Griechen gaben dem Merkur den Beinamen Stilbōn was auf das Verb »stilb« für »blinken« zurückzuführen ist. Der Artname »stenurus« stammt von den griechischen Worten »stēnos, στηνος« für »schmal, eng« und »-ouros, oura -ουρος, ουρα« für »-schwänzig, Schwanz« ab. »Ignotus« ist das lateinische Wort für »unbekannt, schleierhaft« von »in-« für »nicht« und »notus « für »kennen«.